# 가짜 십자

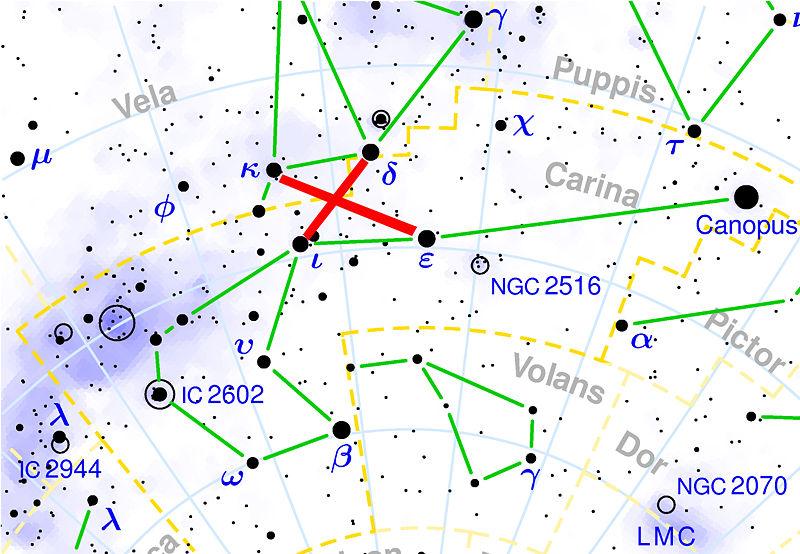
가짜 십자가 적색으로 칠해져 있다. 돛자리와 용골자리 사이에 있으며 3개는 흰 색, 1개는 주황색의 별이다.

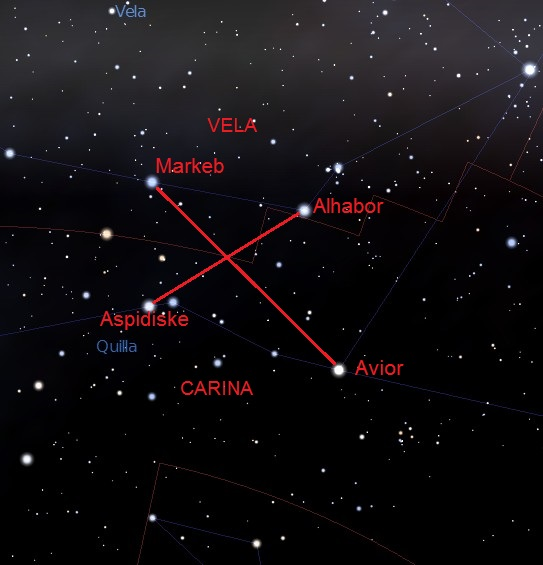
관측상으로 보이는 가짜 십자의 모습.

가짜 십자(False Cross) 또는 가짜 십자가는 천구 남반구의 돛자리 부근에서 관측할 수 있는 십자가 모양의 성군이다. 돛자리와 용골자리의 아래 별들로 이루어져 있다.
- 돛자리 델타 (엘세피나)
- 돛자리 카파 (마르켑)
- 용골자리 엡실론 (에비오르)
- 용골자리 이오타 (애스피디스케)

가짜 십자는 정식 별자리에 속하지 않지만, 정식 별자리인 남십자자리(Southern Cross)가 1등성 2개, 2등성 1개, 3등성 1개로 밝기가 서로 다른 반면 가짜 십자는 모두 2등성으로 밝기가 비슷한데다 크기가 남십자보다 더 크기 때문에 가짜 십자를 남십자자리로 착각하는 경우가 많다. 또한 남십자자리처럼 3개 별이 흰 색, 1개 별이 주황색을 띄고 있다. 8,600년 경 전에는 지구의 세차 운동으로 실제 정남쪽을 향했으나, 이후 실제 남쪽과는 틀어진 곳으로 이동하였다.
가짜 십자와 남십자 사이, 용골자리 세타 동남쪽 부근에는 용골자리의 항성들로 이뤄진 다이아몬드 십자(Diamond Cross)도 존재한다.

## 같이 보기
- 다이아몬드 십자
- 북십자성 (성군) - 북반구의 유사 십자